# Sé titular de Hólar
A Diocese de Hólar foi uma diocese católica, hoje sé titular, que ficava na  Islândia, sediada na cidade de Hólar, da qual se mantém o nome e cujo título é concedido a um bispo titular ou coadjutor. Foi criada em 1106 e suprimida em 1550, sendo sua designação válida para bispos luteranos após esse período até 1801, quando foi anexada à Diocese Luterana de Reiquiavique, da Igreja da Islândia.

## Contexto
Perto do final do século X, o rei Olavo I da Noruega forçou todos os noruegueses a aceitarem o cristianismo. Foram então enviados missionários para a Islândia para converter a população ao cristianismo. Cerca do ano 1000, a Islândia tomou uma decisão pacífica, de que todos deveriam se converter.
Apesar disso, os godis, a classe dominante da Islândia, ainda mantinha seu poder. Alguns construíram suas próprias igrejas, e outros foram ordenados. Hólar foi fundada como diocese em 1106 pelo bispo Jón Ögmundsson e logo se tornou um dos dois principais centros de aprendizagem na Islândia. Hólar desempenhou um papel importante na política medieval da Islândia, e era a sede de Guðmundur góði Arason em sua luta contra os chefes islandeses durante o tempo da Comunidade Islandesa. Sob Jón Arason, Hólar foi o baluarte remanescente do catolicismo na Islândia durante a Reforma Protestante.
Com a morte de Jón Arason, a diocese foi suprimida. Em 28 de junho de 1929, a diocese foi restaurada como sé titular.

## Bispos católicos
- 1106 – 1121:  Jón Ögmundsson
- 1122 – 1145:  Ketill Þorsteinsson
- 1147 – 1162:  Björn Gilsson
- 1163 – 1201:  Brandur Sæmundsson
- 1203 – 1237:  Guðmundur góði Arason
- 1238 – 1247:  Bótólfur
- 1247 – 1260:  Heinrekur Kársson
- 1263 – 1264:  Brandur Jónsson
- 1267 – 1313:  Jörundur Þorsteinsson
- 1313 – 1322:  Auðunn rauði
- 1324 – 1331:  Lárentíus Kálfsson
- 1332 – 1341:  Egill Eyjólfsson
- 1342 – 1356:  Ormur Ásláksson
- 1358 – 1390:  Jón skalli Eiríksson
- 1391 – 1411:  Pétur Nikulásson
- 1411 – 1423:  Jón Henriksson
- 1425 – 1435:  Jón Vilhjálmsson
- 1435 – 1440:  Jón Bloxwich
- 1441 – 1441:  Róbert Wodbor
- 1442 – 1457:  Gottskálk Keneksson
- 1458 – 1495:  Ólafur Rögnvaldsson
- 1496 – 1520:  Gottskálk grimmi Nikulásson
- 1524 – 1550:  Jón Arason

## Bispos titulares
- 1929 – 1929: Martin Meulenberg, S.M.M.
- 1942 – 1972: Johánnes Gunnarsson, S.M.M.
- 1975 – 1979: Gerhard Schwenzer, SS.CC.
- 1979 – 1983: James Anthony Griffin
- 1983 – 1990: Lawrence Joyce Kenney
- 1990 – 1996: Francisco Javier Errázuriz Ossa
- 1998 – 2003: Mathew Moolakkattu, O.S.B.
- 2003 – 2003: Stanislaw Kazimierz Nagy, S.C.I.
- 2004 – 2011 : Stanislaw Budzik
- 2011 – 2021 : Marek Solarczyk
- desde 2022 : Dariusz Zalewski